# Liolaemus chiliensis
Liolaemus chiliensis este o specie de șopârle din genul Liolaemus, familia Tropiduridae, descrisă de Lesson 1830. Conform Catalogue of Life specia Liolaemus chiliensis nu are subspecii cunoscute.